# Нюрнберг (мини-сериал)
«Нюрнберг» (англ. Nuremberg) — исторический мини-сериал на тему Нюрнбергского процесса, снятый в 2000 году кинематографистами США и Канады.

## Сюжет
В центре повествования — американский прокурор Роберт (Боб) Джексон (Алек Болдуин), назначенный главным обвинителем от США на готовящийся суд над взятыми в плен нацистскими руководителями. Он быстро собирает свою команду и вылетает в Европу, чтобы на месте разобраться в масштабах дела, изучить архивы нацистов и предъявить им обвинения, а также подыскать подходящее место для проведения трибунала. Таким местом был выбран культовый для гитлеровской партии город Нюрнберг, лежащий в руинах после авианалётов. Далее предстояла кропотливая работа по подготовке к процессу, ведь предстояла борьба с опасным соперником — Германом Герингом (Брайан Кокс), которого не так-то просто прижать к стенке.
Параллельно развивается сюжетная линия, связанная с капитаном Густавом Гилбертом (Мэтт Крэйвен), который назначен психологом в тюрьму, где содержатся обвиняемые. Он наблюдает за их поведением, отношениями между собой и проводит многочисленные беседы с единственной целью — понять, как эти люди пришли к полному моральному фиаско.

## В ролях
| Актёр                 | Роль                          |
| --------------------- | ----------------------------- |
| Алек Болдуин          | прокурор Роберт Джексон       |
| Кристофер Пламмер     | Дэвид Максвелл-Файф           |
| Джилл Хеннесси        | Элси Дуглас                   |
| Лен Кариу             | Фрэнсис Биддл                 |
| Хротгар Мэтьюс        | Томас Додд                    |
| Дэвид Фрэнсис         | Джеффри Лоуренс               |
| Лен Дончефф           | генерал Никитченко            |
| Майкл Айронсайд       | полковник Бёртон Эндрюс       |
| Мэтт Крэйвен          | капитан Густав Гилберт        |
| Скотт Гибсон          | лейтенант Текс Уилис          |
| Макс фон Сюдов        | Сэмюэль Розенман              |
| Брайан Кокс           | рейхсмаршал Герман Геринг     |
| Херберт Кнауп         | Альберт Шпеер                 |
| Кристофер Хейердал    | Эрнст Кальтенбруннер          |
| Френк Мур             | Ганс Франк                    |
| Френк Фонтейн         | Вильгельм Кейтель             |
| Раймонд Глотье        | Карл Дениц                    |
| Билл Корди            | Альфред Йодль                 |
| Кен Крамер            | Фриц Заукель                  |
| Сэм Стоун             | Юлиус Штрейхер                |
| Дуглас О'Kифф         | Бальдур фон Ширах             |
| Бенуа Жирар           | Иоахим фон Риббентроп         |
| Джеймс Бредфорд       | Ялмар Шахт                    |
| Френк Бернс           | Вильгельм Фрик                |
| Эрвин Потит           | Вальтер Функ                  |
| Том Рак               | Ганс Фриче                    |
| Рок Лафортьен         | Рудольф Гесс                  |
| Деннис Джон           | Франц фон Папен               |
| Гриффит Бревер        | Константин фон Нейрат         |
| Габриэль Гаскон       | Эрих Редер                    |
| Жульен Пулен          | Роберт Лей                    |
| Ален Фурнье           | Альфред Розенберг             |
| Рене Ганьон           | Артур Зейсс-Инкварт           |
| Салли Тейлор-Айшервуд | Эдда Геринг                   |
| Колм Феори            | Рудольф Хёсс                  |
| Пол Хеберт            | Анри Доннедьё де Вабр         |
| Шарлотта Генсбур      | Мари Клод Вайян-Кутюрье       |
| Джеффри Поунсетт      | майор Эйри Нив                |
| Стив Адамс            | бригадный генерал Люсиус Клей |
| Пол Хопкинс           | капитан Дэн Кайли             |
| Сьюзан Гловер         | Эмми Геринг                   |

## Награды и номинации

### Награды
- 2001 — Премия «Джемини»
  - Лучший драматический мини-сериал или фильм на ТВ
- 2001 — Премия «Эмми»
  - Лучший звук — Лу Солакофски, Орест Сушко, Иен Рэнкин
  - Лучший актёр второго плана — Брайан Кокс

### Номинации
- 2001 — Премия «Эмми»
  - Лучший мини-сериал
  - Лучший монтаж звука
- 2001 — Премия «Золотой глобус»
  - Лучший мини-сериал или художественный фильм, сделанный для ТВ
  - Лучшая мужская роль в мини-сериале или художественном фильме, сделанном для ТВ — Алек Болдуин
  - Лучшая мужская роль в мини-сериале или художественном фильме, сделанном для ТВ — Брайан Кокс